# Siwe Stawki

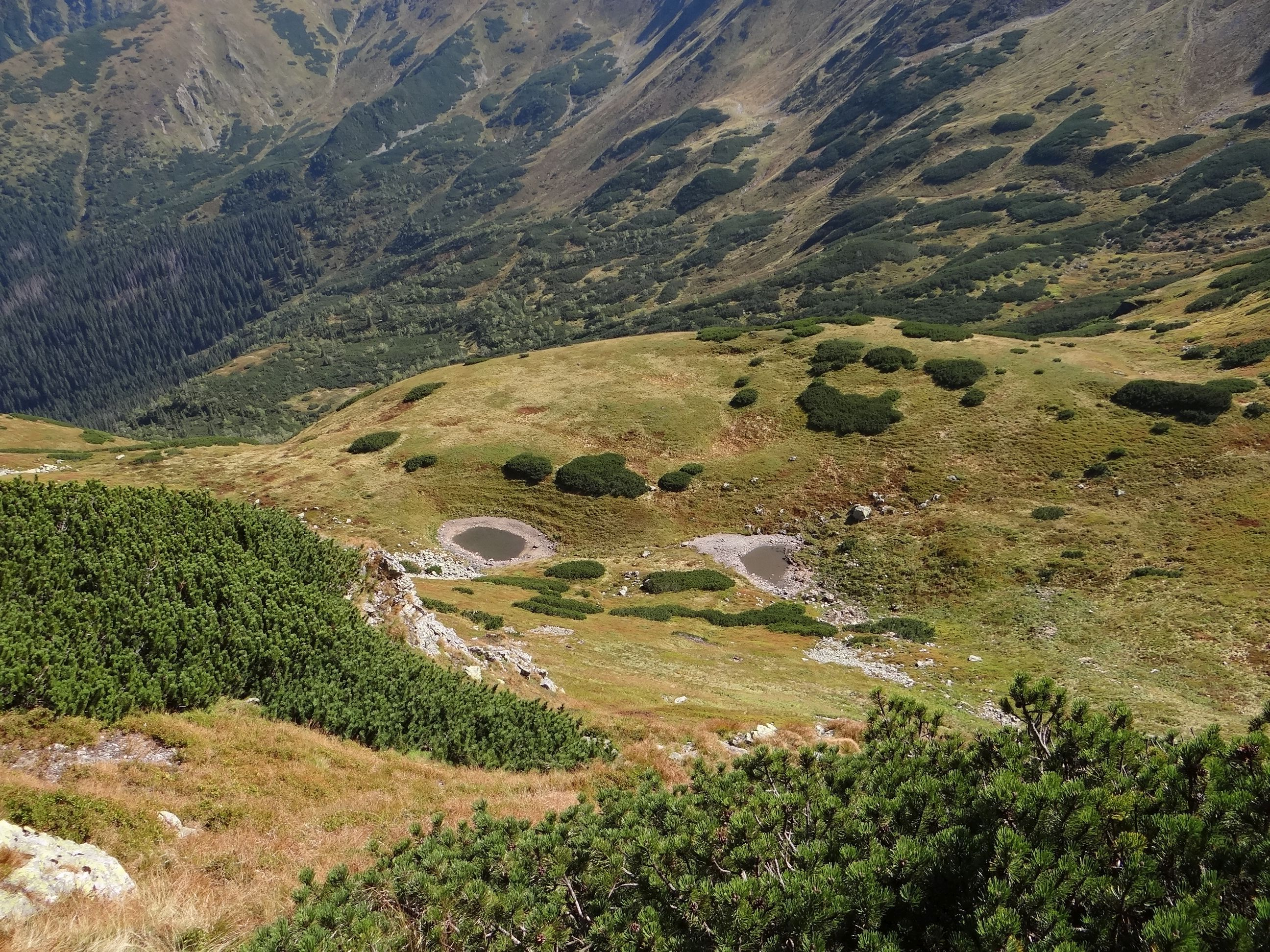
Siwe Stawki

Siwe Stawki je soubor dvou ledovcových jezer nacházejících se v Západních Tatrách v horní části Pyszniańske doliny. Nad nimi se nachází většinu roku schované pod sněhem Siwe Oczko.

## Plesa
| název             | rozloha (ha) | délka (m) | šířka (m) | m.hl. (m) | objem (m³) | n.v. (m) | Souřadnice                       |
| ----------------- | ------------ | --------- | --------- | --------- | ---------- | -------- | -------------------------------- |
| Niżni Siwy Stawek | 0,0460       | 32        | 21        | 1,8       | —          | 1 716    | 49°12′16″ s. š., 19°50′08″ v. d. |
| Wyżni Siwy Stawek | 0,0370       | 29        | 20        | 1,0       | —          | 1 718    | 49°12′15″ s. š., 19°50′06″ v. d. |
| Siwe Oczko        | —            | —         | —         | —         | —          | 1 772    | 49°12′12″ s. š., 19°49′56″ v. d. |

## Přístup
Plesa nejsou veřejnosti přístupná.